# 아라카와강 (간토 지방)
아라카와강(일본어: 荒川)은 일본의 강이다.
사이타마현 지치부시에서 도쿄도를 거쳐 도쿄만으로 흘러든다.
미국에 있는 강인 포토맥강은 자매 강이다.

## 유역에 있는 자치체
- 사이타마현
  - 지치부시
  - 오사토군
    - 요리이정

  - 구마가야시
  - 가와고에시
  - 사이타마시
    - 니시구
    - 사쿠라구
    - 미나미구

  - 아사카시
  - 도다시
  - 가와구치시
- 도쿄도
  - 이타바시구
  - 기타구
  - 아다치구
  - 가쓰시카구
  - 스미다구
  - 에도가와구
  - 고토구

## 같이 보기
- 스미다강